# 莫爾蘭 (喬治亞州)
莫爾蘭（英語：Moreland）是一個位於美國喬治亞州考維塔縣的城鎮。

## 地理
莫爾蘭的座標為33°17′08″N 84°46′07″W / 33.28556°N 84.76861°W，而該地的平均海拔高度為285米（即935英尺）。

## 人口
根據2010年美國人口普查的數據，莫爾蘭的面積為2.40平方千米，當中陸地面積為2.40平方千米，而水域面積為0.00平方千米。當地共有人口399人，而人口密度為每平方千米166人。